# Borówka (Pogórze Ciężkowickie)
Borówka – wychodnia w miejscowości Żurowa w województwie małopolskim, w powiecie tarnowskim, w gminie Szerzyny. Znajduje się na szczycie wzgórza Wierzchowina (360 m n.p.m.) położonego tuż po północnej stronie drogi wiodącej z Żurowej do Ołpin.
Jest to kompleks skał zbudowanych z piaskowca ciężkowickiego. Baszta zachodnia ma wysokość 20 m, wschodnia 15 m. U podstawy wyższej baszty znajduje się olbrzymia wnęka. Na ścianach można obserwować różne formy wietrzenia skał. Skały powstały na dnie Oceanu Tetydy, który w dawnych epokach geologicznych znajdował się na tym obszarze. W skałach są niewielkie jaskinie, w których przez dzień ukrywają się, a w zimie hibernują nietoperze, jest olbrzymi okap, pod którym urządzono miejsce biwakowe. W jednej ze ścian ktoś wykuł wnękę, w której za szklaną szybą zamontował figurkę Matki Boskiej, a pod nią tablicę z napisem: Dla upamiętnienia 50 lecia rocznicy zbrodni dokonanej w Katyniu przez represje Stalina i NKWD na Julianie Budzynie za wolną i niepodległą Ojczyznę. Cześć jego pamięci.
W skałach Borówki są dwa schroniska skalne: Schronisko w Żurowej Pierwsze i Schronisko w Żurowej Drugie. O skale Borówka tak w 1847 r. pisał Maciej Bogusz Stęczyński: na podniesionym wzgórzu pośród wieńca brzóz i sosen szeroki swój i łysy szczyt jakby łeb olbrzyma na wąskiej w stosunku do swojego ogromu podstawie dziwnie pochylony, co chwila zda się upadkiem grożący dumnie wznosi się do nieba.

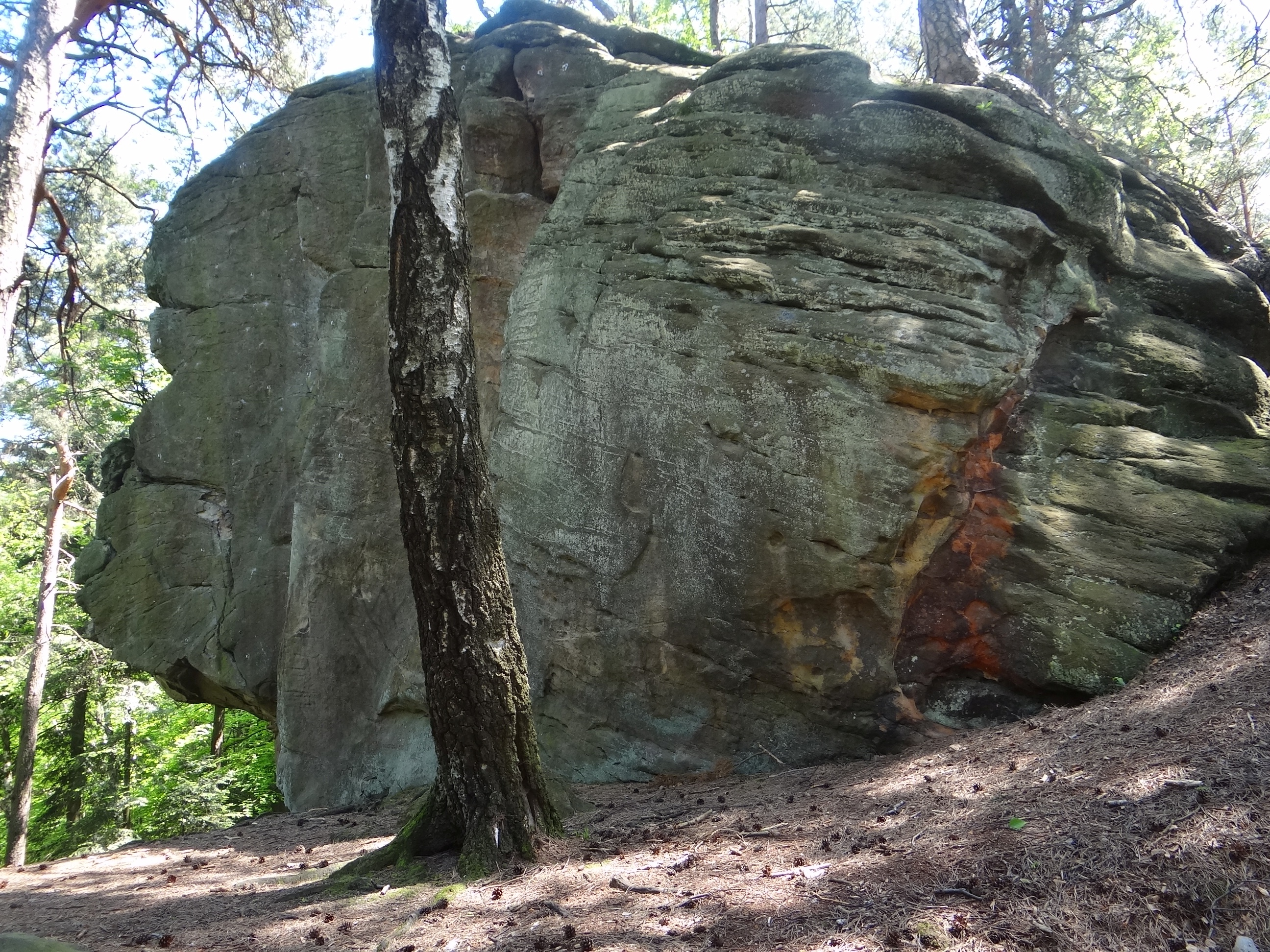
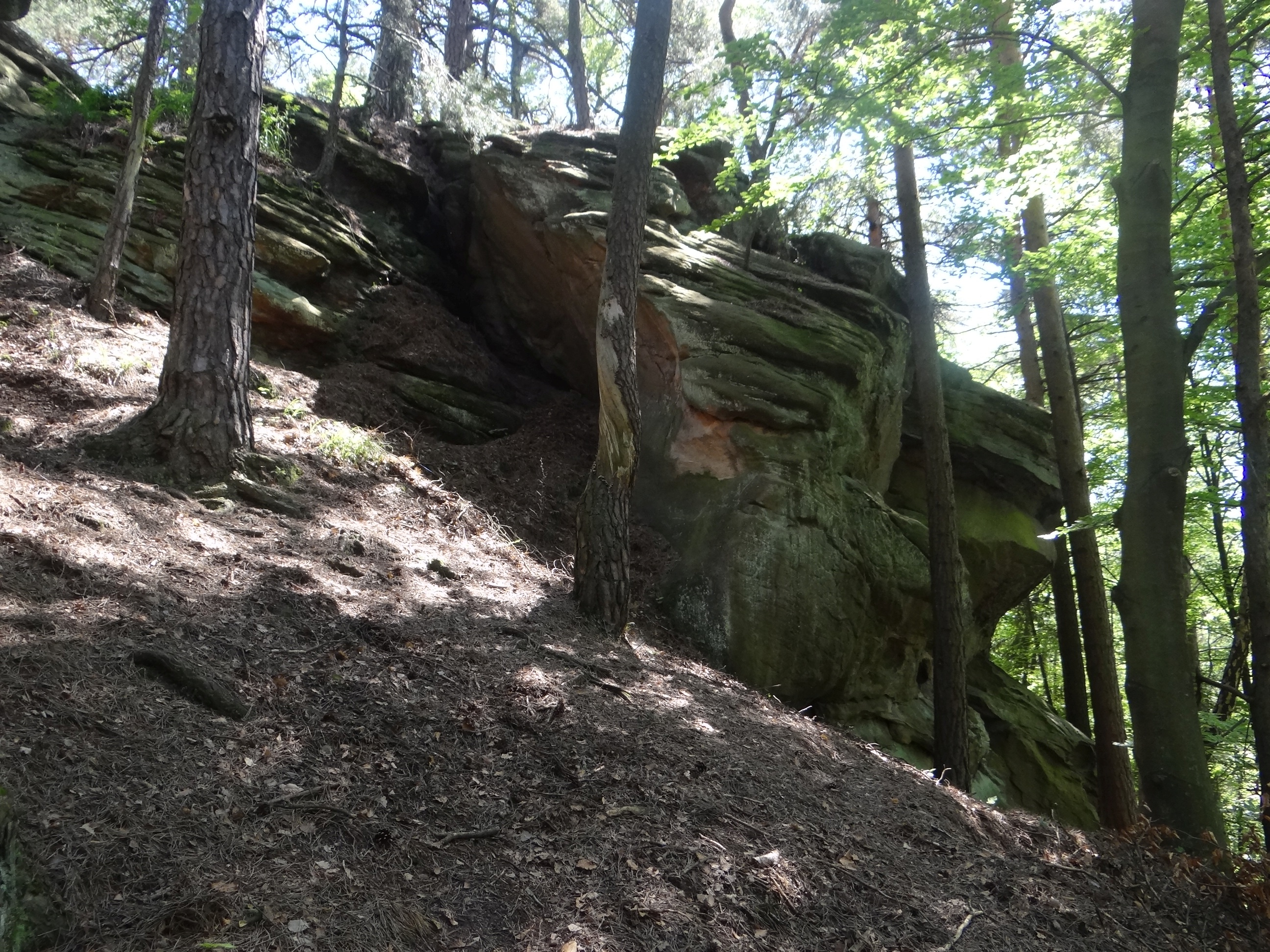
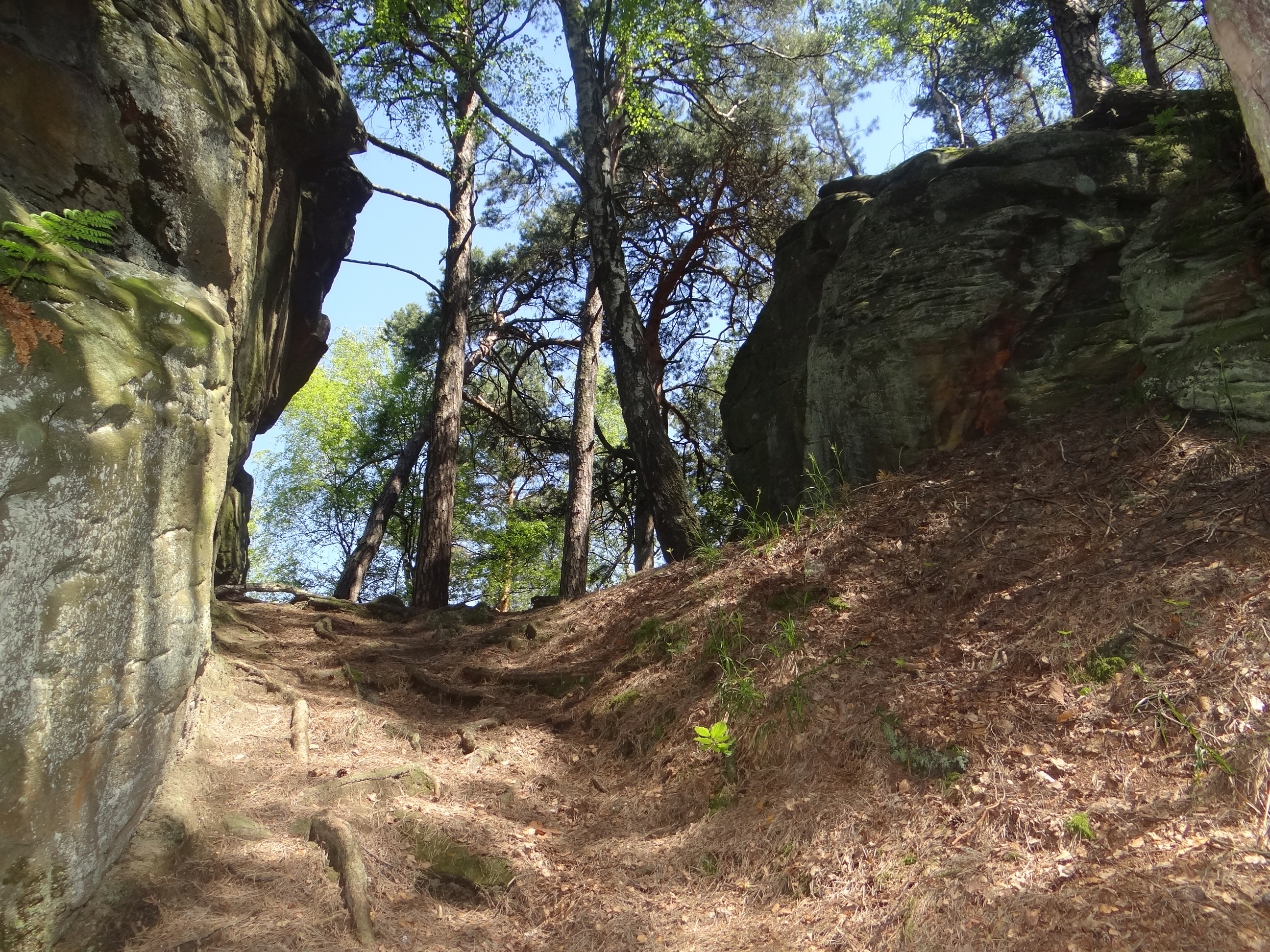
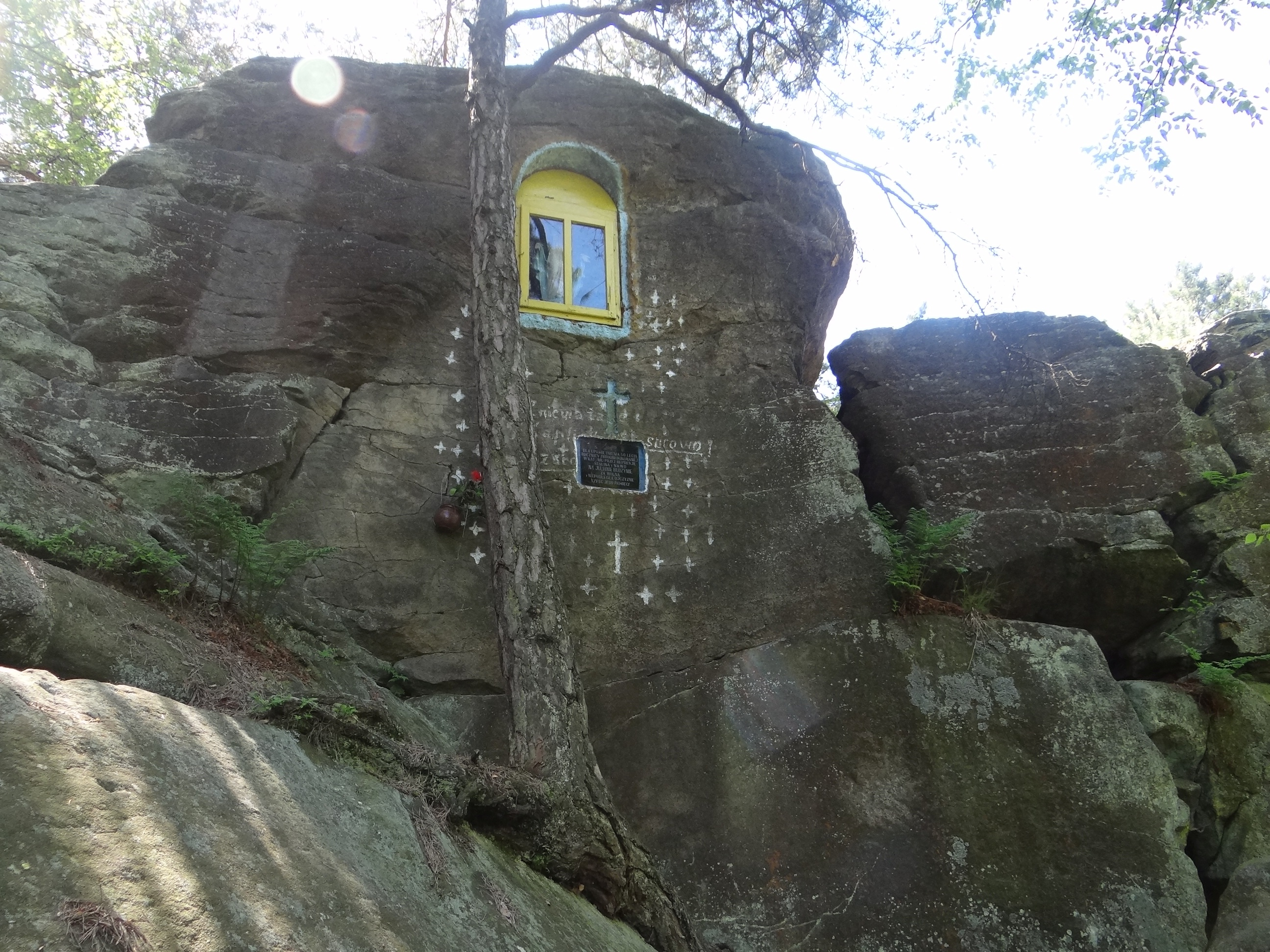

## Wspinaczka skalna
W portalach wspinaczy skalnych trzy skały Borówki mają nazwę Kapliczka, Okap i Niżna. Poprowadzili na nich około 50 dróg wspinaczkowych. Na ponad dwudziestu zamontowano stałe punkty asekuracyjne: ringi (r), spity (s) i dwa ringi zjazdowe (drz). Dla części dróg na skałach namalowano ograniczniki.

Kapliczka I
1. Żurek; 5r + rz, VI.4, 12 m
2. Gniazdko; 6r + rz, VI.1+, 12 m
3. Gorlice II; 5r VI.3+, 12 m
4. Metro; 3r, VI.2+, 12 m
5. Małe metro; 4r, VI.3, 12 m
6. Wprost kominem; VI, 12 m
7. Ludzie pustyni; 4r, VI.1+/2 0.00, 12 m
8. Rysa południowa; 1r, V+, 12 m
9. Direta Borówki; 1r, VI, 12 m

Kapliczka III
1. Gorlice I; 2r + 1s, VI.3+, 12 m
2. Perełka; 3r, VI.3, 10 m

Kapliczka IV
1. Mleczek-Sztkowski; V+, 9 m
2. Cyklop; VI.3+, 8 m
3. La bomba; VI.3, 9 m
4. Lewy fruit of the loom; 1r, VI.2, 9 m
5. Prawy fruit of the loom; VI.1+, 9 m
6. Bilet lotniczy; VI, 9 m
7. Filarek Kapliczki; II, 9 m

Kapliczka V
1. Droga az dziury; IV, 9 m
2. Półrysa; VI.1, 8 m

Kapliczka VI
1. Przez płytę; IV+, 8 m
2. Pokusa; VI.2/2+, 8 m
3. Mini okap II; V+, 8 m
4. Mini okap I; V+, 10 m

Niżna I
1. Baldachimek; VI+, 7 m.
2. Nadęte wentyle; VI.1, 7 m
3. Degrengolada Jasła; 1s, VI+, 9 m
4. Autotrawers; VI, 11 m
5. Autorewers; V, 10 m

Niżna II
1. Ryzyk fizyk; 2r, VI+, 10 m
2. Projekt; 10 m

Okap I
1. Kurz i marzenia; 3r, VI.4, 12 m

Okap II
1. Human behaviour; 7r, VI.3+, 12 m
2. BMW; 6r, VI.4, 12 m
3. Come back; 6r, VI.4+, 12 m
4. Zapach bzu i agrestu; 5r, VI.2, 12 m
5. Armani; 6r VI.2, 12 m
6. Szuflandia; 5r, VI.1+, 12 m
7. Bezwzględna logika; 4, VI.1, 12 m

Okap III
1. Grzybowidzi; 4r, VI.1+, 12 m
2. Istnienie samoistne; 3r, VI.2, 10 m
3. Dallas; 3r, VI.2, 10 m
4. Początek sezonu; 3r, VI.1, 10 m
5. Kominek; drz, IV, 9 m

Okap IV
1. Obłokant; V, 6 m
2. Modligroszek; VI.1+, 6 m
3. Biecz; VI.3, 6 m
4. Do trzech razy sztuka; VI.2, 6 m[7].

Przy skale Borówka ma swój początek niebieski szlak turystyczny:
: Borówka – Żurowa – przełęcz między Wielką Górą i Kamionką – Ryglice